# 食品衛生管理者・食品衛生監視員養成施設
食品衛生管理者・食品衛生監視員養成施設（しょくひんえいせいかんりんしゃ・しょくひんえいせいかんしいんようせいしせつ）は、食品衛生管理者、食品衛生監視員を養成する施設のことである。多くは任用資格となっており、双方とも取得できる。

## 養成施設
- 酪農学園大学農食環境学群 循環農学類
- 酪農学園大学農食環境学群 食と健康学類
- 東京農業大学生物産業学部 食香粧化学科
- 帯広畜産大学畜産学部 旧生物資源科学科 食品衛生コース
- 帯広畜産大学畜産学部 畜産科学課程食品衛生コース
- 天使大学看護栄養学部 栄養学科 食品衛生管理者及び食品衛生監視員任用資格取得コース
- 北海道大学農学部 生物機能化学科 食品衛生コース
- 北海道大学農学部 畜産科学科 食品衛生コース
- 藤女子大学人間生活学部 食物栄養学科
- 北見工業大学工学部 地域未来デザイン工学科 バイオ食品工学コース
- 北海道文教大学人間科学部 健康栄養学科
- 札幌保健医療大学保健医療学部 栄養学科
- 名寄市立大学保健福祉学部 栄養学科
- 八戸工業大学工学部 生命環境科学科
- 北里大学旧獣医畜産学部 動物資源科学科 食品衛生コース（食品衛生管理者及び食品衛生監視員養成施設）
- 北里大学獣医学部 動物資源科学科（食品衛生管理者及び食品衛生監視員養成施設）
- 弘前大学農学生命科学部 応用生命工学科 食品衛生管理者等任用資格コース
- 弘前大学農学生命科学部 分子生命科学科 食品衛生管理者等任用資格コース
- 弘前大学農学生命科学部 食糧資源学科 食品衛生管理者等任用資格コース
- 弘前大学医学部 保健学科 検査技術科学専攻
- 東北女子大学家政学部 健康栄養学科
- 青森県立保健大学健康科学部 栄養学科
- 岩手大学農学部 旧応用生物化学課程
- 岩手大学農学部 応用生物化学科
- 盛岡大学栄養科学部 栄養科学科
- 宮城学院女子大学生活科学部 食品栄養学科 食品衛生コース
- 東北大学農学部 生物生産科学科 食品衛生管理者等任用資格コース
- 東北大学農学部 応用生物化学科 食品衛生管理者等任用資格コース
- 東北福祉大学総合福祉学部 産業福祉学科 食品衛生コース
- 仙台白百合女子大学人間学部 健康栄養学科 食物学専攻食品衛生課程/管理栄養専攻食品衛生課程
- 石巻専修大学理工学部 食環境学科 食品衛生管理者等任用資格コース
- 石巻専修大学理工学部 生物科学科 食品衛生管理者等任用資格コース
- 尚絅学院大学総合人間科学部 健康栄養学科 食品衛生課程
- 宮城大学食産業学群 食資源開発学類・フードマネジメント学類
- 宮城大学旧食産業学部 フードビジネス学科
- 東北生活文化大学家政学部 家政学科 健康栄養学専攻食品衛生課程
- 秋田県立大学生物資源科学部 応用生物科学科 食品衛生コース
- 山形大学農学部 生物資源学科 食品衛生管理者等任用資格コース
- 山形大学農学部 食料生命環境学科 食品・応用生命科学コース「食品衛生管理者等任用資格コース」
- 山形大学農学部 食料生命環境学科 植物機能開発学コース「食品衛生管理者等任用資格コース」
- 山形県立米沢栄養大学健康栄養学部 健康栄養学科
- 郡山女子大学家政学部 食物栄養学科
- 茨城大学農学部 食生命科学科 食品衛生管理者等任用資格プログラム
- 茨城キリスト教大学生活科学部 食物健康科学科 食品衛生コース
- 常磐大学人間科学部 健康栄養学科
- 宇都宮大学農学部 生物生産科学科 食品衛生コース
- 宇都宮大学農学部 応用生命化学科
- 帝京大学理工学部 バイオサイエンス学科 食品衛生管理者及び食品衛生監視員課程
- 高崎健康福祉大学健康福祉学部 健康栄養学科
- 東洋大学生命科学部 食環境科学科 食品衛生コース
- 東洋大学生命科学部 応用生物科学科/生命科学科
- 東洋大学食環境科学部 食環境科学科 スポーツ・食品機能専攻
- 東洋大学食環境科学部 健康栄養学科
- 東洋大学食環境科学部 食環境科学科 フードサイエンス専攻
- 前橋工科大学工学部 生物工学科
- 東京医療保健大学管理栄養学部 管理栄養学科 食品衛生コース
- 女子栄養大学栄養学部 実践栄養学科
- 女子栄養大学栄養学部 保健栄養学科 栄養科学専攻
- 大東文化大学スポーツ・健康科学部 健康科学科 食品衛生管理者講座
- 埼玉医科大学保健医療学部 健康医療科学科 衛生・食品コース
- 人間総合科学大学人間科学部 健康栄養学科 食品衛生コース
- 人間総合科学大学人間科学部 ヘルスフードサイエンス学科 食品衛生課程
- 城西大学薬学部 医療栄養学科
- 聖徳大学人間栄養学部 人間栄養学科 食品衛生コース
- 和洋女子大学家政学群 健康栄養学類 健康栄養学専修食品衛生管理者等任用資格コース
- 千葉大学園芸学部 園芸学科 応用生命化学科 食品衛生コース
- 千葉科学大学危機管理学部 医療危機管理学科 食品衛生管理者養成講座
- 千葉科学大学危機管理学部 動物危機管理学科 食品衛生管理者養成講座
- 千葉科学大学薬学部 生命薬科学科 食品衛生管理者養成講座
- 淑徳大学看護栄養学部 栄養学科
- 日本獣医生命科学大学応用生命科学部 食品科学科
- 日本獣医生命科学大学応用生命科学部 動物科学科
- 日本獣医生命科学大学獣医学部 獣医保健看護学科 食品衛生専門職養成コース
- 大妻女子大学家政学部 食物学科 管理栄養士専攻
- 共立女子大学家政学部 食物栄養学科 管理栄養士専攻食品衛生コース/食物学専攻食品衛生コース
- 東京家政大学家政学部 栄養学科 栄養学専攻・管理栄養士専攻
- 東京家政学院大学現代生活学部 健康栄養学科/食物学科
- 日本女子大学家政学部 食物学科 管理栄養士専攻/食物学専攻
- 昭和女子大学生活科学部 管理栄養学科/食安全マネジメント学科
- 東京農業大学応用生物科学部 栄養科学科（食品衛生監視員のみ）
- 東京農業大学応用生物科学部 生物応用化学科
- 東京農業大学応用生物科学部 食品安全健康学科
- 東京農業大学生命科学部 バイオサイエンス学科
- 実践女子大学生活科学部 食生活科学科 食品衛生コース
- 東京農工大学農学部 応用生物科学科 食品衛生コース
- 東京薬科大学生命科学部 応用生命科学科/分子生命科学科/生命医科学科
- お茶の水女子大学生活科学部 食物栄養学科
- 杏林大学保健学部 臨床検査技術学科 食品衛生コース
- 杏林大学保健学部 健康福祉学科 食品衛生コース
- 玉川大学農学部 生命化学科 食品衛生管理者等資格コース
- 玉川大学農学部 生物資源学科 食品衛生管理者等資格コース
- 玉川大学農学部 応用生物科学科 食品衛生管理者等資格コース
- 玉川大学農学部 先端食農学科 食品衛生管理者等資格コース
- 東京海洋大学海洋生命科学部 食品生産科学科 食品衛生コース
- 東京海洋大学旧海洋科学部 食品生産科学科 食品衛生コース
- 東京聖栄大学健康栄養学部 食品学科
- 東京医療保健大学医療保健学部 医療栄養学科
- 工学院大学先進工学部応用化学科（工学部旧応用化学科含）食品衛生管理者・食品衛生監視員養成課程
- 駒沢女子大学人間健康学部 健康栄養学科
- 帝京平成大学健康メディカル学部 健康栄養学科
- 明治薬科大学薬学部 生命創薬科学科
- 帝京科学大学生命環境学部 生命科学科 生命・健康コース 食品衛生管理者、食品衛生監視員課程
- 東京工科大学応用生物学部 応用生物学科 先端食品コース
- 東京工科大学医療保健学部 臨床検査学科
- 麻布大学生命・環境科学部（旧麻布公衆衛生短期大学含）食品生命科学科 及び環境科学科 食品衛生管理課程
- 麻布大学生命・環境科学部 臨床検査技術学科 食品衛生管理課程
- 麻布大学獣医学部 動物応用科学科 食品衛生プログラム
- 北里大学海洋生命科学部 海洋生命科学科 食品衛生管理者等養成課程
- 北里大学医療衛生学部 健康科学科
- 北里大学旧衛生学部 衛生技術学科
- 相模女子大学栄養科学部 健康栄養学科 食品衛生課程/管理栄養学科 食品衛生課程
- 相模女子大学短期大学部食物栄養学科
- 関東学院大学栄養学部 管理栄養学科 食品衛生コース
- 鎌倉女子大学家政学部 管理栄養学科
- 日本大学生物資源科学部 食品生命学科
- 日本大学生物資源科学部 動物資源科学科 食品衛生コース
- 日本大学生物資源科学部 海洋生物資源科学科 食品衛生コース
- 日本大学生物資源科学部 応用生物科学科 食品衛生コース
- 日本大学生物資源科学部 生命化学科 食品衛生コース
- 神奈川工科大学応用バイオ科学部 応用バイオ科学科 フードサイエンスコース
- 神奈川工科大学応用バイオ科学部 栄養生命科学科
- 文教大学健康栄養学部 管理栄養学科 食品衛生プログラム
- 明治大学農学部 農芸化学科 食品衛生管理者等任用資格コース
- 新潟大学農学部 農学科 食品衛生コース
- 新潟薬科大学応用生命科学部 応用生命科学科 食品科学コース食品衛生プログラム
- 帝京科学大学生命環境学部 生命科学科 生命コース 食品衛生管理者、食品衛生監視員課程
- 信州大学農学部 応用生命科学科 食品衛生コース
- 信州大学農学部 農学生命科学科 生命機能科学コース食品衛生課程
- 松本大学人間健康学部 健康栄養学科 食品衛生コース
- 石川県立大学生物資源環境学部 食品科学科 食品衛生コース
- 仁愛大学人間生活学部 健康栄養学科
- 福井工業大学環境情報学部 環境・食品科学科
- 岐阜大学応用生物科学部 応用生命科学課程食品衛生プログラム
- 岐阜女子大学家政学部 健康栄養学科 食品衛生管理コース
- 東海学院大学健康福祉学部 管理栄養学科
- 岐阜医療科学大学保健科学部 臨床検査学科
- 静岡県立大学食品栄養科学部 食品生命科学科
- 静岡大学農学部 応用生物化学科
- 静岡理工科大学理工学部 物質生命科学科 バイオ食品化学コース
- 椙山女学園大学生活科学部 管理栄養学科
- 名古屋女子大学家政学部 食物栄養学科
- 藤田保健衛生大学医療科学部 臨床検査学科
- 至学館大学健康科学部 栄養科学科
- 名古屋大学農学部 応用生命科学科 食品衛生コース
- 名城大学農学部 応用生物化学科
- 中部大学応用生物学部 応用生物化学科 食品衛生コース
- 中部大学応用生物学部 環境生物科学科 食品衛生コース
- 中部大学応用生物学部 食品栄養科学科 食品栄養科学専攻食品衛生コース
- 中部大学応用生物学部 食品栄養科学科 管理栄養科学専攻食品衛生コース
- 金城学院大学生活環境学部 食環境栄養学科
- 名古屋学芸大学管理栄養学部 管理栄養学科
- 東海学園大学健康栄養学部 管理栄養学科 食品衛生コース
- 名古屋文理大学健康生活学部 健康栄養学科
- 愛知学泉大学家政学部 家政学科 管理栄養士専攻
- 愛知学院大学心身科学部 健康栄養学科
- 愛知淑徳大学 健康医療科学部  健康栄養学科 食品衛生コース
- 三重大学生物資源学部 資源循環学科 食品衛生コース
- 三重大学生物資源学部 生物圏生命化学科 食品衛生コース
- 滋賀県立大学人間文化学部 生活栄養学科 食品衛生課程
- 長浜バイオ大学バイオサイエンス学部 アニマルバイオサイエンス学科 食品衛生課程
- 龍谷大学農学部 食品栄養学科 食品衛生管理者及び食品衛生監視員養成課程
- 同志社女子大学生活科学部 食物栄養科学科 管理栄養士専攻
- 同志社女子大学生活科学部 食物栄養科学科 食物科学専攻
- 京都大学農学部 食品生物科学科 食品衛生コース
- 京都大学農学部 資源生物科学科 食品衛生コース
- 京都大学農学部 応用生命科学科 食品衛生コース
- 京都女子大学家政学部 食物栄養学科 食品衛生コース
- 京都学園大学バイオ環境学部 バイオサイエンス学科 食品衛生コース
- 京都学園大学バイオ環境学部 食農学科 食品衛生コース
- 京都府立大学生命環境学部 食保健学科 食品衛生課程
- 京都産業大学総合生命科学部 動物生命医科学科
- 帝塚山学院大学人間文化学部 人間学科 食品衛生専門課程
- 帝塚山学院大学人間文化学部 文化学科 食品衛生専門課程
- 帝塚山学院大学人間科学部 食物栄養学科 管理栄養士課程食品衛生専門コース
- 大阪市立大学生活科学部 食品栄養科学科
- 大阪府立大学生命環境科学域 応用生命科学類 生命機能化学課程 食品衛生コース
- 大阪府立大学地域保健学域 総合リハビリテーション学類 栄養療法学専攻
- 大阪府立大学生命環境科学域 応用生命科学類 植物バイオサイエンス課程 食品衛生コース
- 大阪青山大学健康科学部 健康栄養学科 食品衛生課程
- 大阪青山短期大学生活科学科 食物栄養専攻栄養士コース食品衛生課程
- 近畿大学理工学部 生命科学科 食品衛生課程
- 関西医療大学保健医療学部 臨床検査学科 食品衛生コース
- 関西福祉科学大学健康福祉学部 福祉栄養学科
- 関西大学化学生命工学部 生命・生物工学科 食品衛生課程
- 相愛大学人間発達学部 発達栄養学科 食品衛生課程
- 大阪工業大学工学部 生命工学科 食品科学コース
- 羽衣国際大学人間生活学部 食物栄養学科 食品衛生課程
- 大手前大学健康栄養学部 管理栄養学科
- 武庫川女子大学生活環境学部 食物栄養学科 食物栄養専攻・管理栄養士専攻食品衛生課程
- 神戸学院大学栄養学部 栄養学科
- 神戸女子大学家政学部 管理栄養士養成課程
- 甲子園大学栄養学部 栄養学科/フードデザイン学科 食品衛生課程
- 吉備国際大学地域創成農学部 地域創成農学科 食品衛生課程
- 吉備国際大学地域創成農学部 醸造学科 食品衛生課程
- 神戸松蔭女子学院大学人間科学部 生活学科 都市生活専攻食品衛生課程
- 神戸松蔭女子学院大学人間科学部 食物栄養学科 食品衛生課程
- 東洋食品工業短期大学 包装食品工学科 食品衛生課程
- 神戸大学農学部 資源生命科学科 応用動物学コース食品衛生課程
- 神戸大学農学部 生命機能科学科 応用生命化学コース食品衛生課程
- 兵庫大学健康科学部 栄養マネジメント学科
- 園田学園女子大学人間健康学部 食物栄養学科 食品衛生課程
- 甲南女子大学医療栄養学部 医療栄養学科 食品衛生管理者及び食品衛生監視員養成課程
- 奈良女子大学生活環境学部 食物栄養学科 食品衛生コース
- 近畿大学農学部 食品栄養学科
- 近畿大学農学部 応用生命化学科
- 近畿大学生物理工学部 生物工学科 食品衛生課程
- 近畿大学生物理工学部 遺伝子工学科 食品衛生課程
- 近畿大学生物理工学部 食品安全工学科 食品衛生課程
- 鳥取大学農学部 生物資源環境学科 食品衛生コース
- 鳥取大学農学部 生命環境農学科 植物菌類生産科学コース
- 鳥取大学農学部 生命環境農学科 農芸化学コース
- 島根大学生物資源科学部 生命工学科
- 美作大学生活科学部 食物学科 食品衛生コース
- ノートルダム清心女子大学人間生活学部 食品栄養学科
- 岡山大学農学部 総合農業科学科 食品衛生資格取得コース
- 岡山県立大学保健福祉学部 栄養学科 食品衛生任用資格取得コース
- 中国学園大学現代生活学部 人間栄養学科 食品衛生コース
- くらしき作陽大学食文化学部 食産業学科 食品衛生管理者及び食品衛生監視員養成課程
- くらしき作陽大学食文化学部 栄養学科 食品衛生管理者及び食品衛生監視員養成課程
- くらしき作陽大学食文化学部 現代食文化学科 食品衛生管理者及び食品衛生監視員養成課程
- 岡山学院大学人間生活学部 食物栄養学科 食品衛生資格履修コース
- 岡山理科大学理学部 臨床生命科学科 基礎医科コース
- 川崎医療福祉大学医療技術学部 臨床栄養学科
- 広島大学生物生産学部 生物生産学科 食品衛生監視員及び食品衛生管理者養成課程
- 福山大学生命工学部 生命栄養科学科 食品衛生コース
- 福山大学生命工学部 海洋生物科学科 食品衛生コース
- 福山大学生命工学部 生物工学科 食品衛生コース
- 広島女学院大学人間生活学部 管理栄養学科 食品衛生管理者及び食品衛生監視員養成課程
- 安田女子大学家政学部 管理栄養学科 食品衛生管理者・食品衛生監視員コース
- 県立広島大学生命環境学部 生命科学科 食品衛生管理者及び食品衛生監視員資格取得コース
- 県立広島大学生命環境学部 環境科学科 食品衛生管理者及び食品衛生監視員資格取得コース
- 県立広島大学人間文化学部 健康科学科
- 近畿大学工学部 化学生命工学科 食品衛生管理者・食品衛生監視員課程
- 広島国際学院大学工学部 生産工学科 バイオ生産コース
- 広島工業大学生命学部 食品生命科学科
- 広島国際大学医療栄養学部 医療栄養学科
- 広島修道大学健康科学部 健康栄養学科 食品衛生管理者・食品衛生監視員課程
- 水産大学校食品科学科
- 山口県立大学看護栄養学部 栄養学科 食品衛生管理者及び食品衛生監視員養成プログラム
- 東亜大学医療工学部 食品安全工学科 食品衛生コース
- 東亜大学医療学部 健康栄養学科 食品衛生コース
- 山口大学農学部 生物機能科学科 食品衛生コース
- 徳島大学医学部 医科栄養学科
- 徳島大学生物資源学部 生物資源産業学科 食品衛生管理者及び食品衛生監視員養成課程
- 徳島文理大学人間生活学部 食物栄養学科
- 徳島文理大学短期大学部生活科学科 食物専攻食品衛生コース
- 四国大学生活科学部 管理栄養士養成課程
- 四国大学短期大学部人間健康科食物栄養専攻
- 香川県立保健医療大学保健医療学部 臨床検査学科
- 香川大学農学部 生物資源食糧化学科 食品衛生コース
- 香川大学農学部 生命機能科学科 食品衛生コース
- 香川大学農学部 応用生物科学科 食品衛生コース
- 愛媛県立医療技術大学保健科学部 臨床検査学科
- 愛媛大学農学部 生物資源学科 応用生命化学専門教育コース食品衛生監視員プログラム
- 岡山理科大学獣医学部 獣医保健看護学科 食品衛生管理者養成講座
- 高知大学農林海洋科学部 農芸化学科  (PDF)
- 高知大学旧農学部 生物資源科学科 食品衛生コース
- 高知大学旧農学部 農学科 生命科学コース 食品衛生管理者及び食品衛生監視員資格取得課程
- 高知大学旧農学部 農学科 食料科学コース 食品衛生管理者及び食品衛生監視員資格取得課程
- 九州女子大学家政学部 栄養学科
- 中村学園大学栄養科学部 栄養科学科
- 九州大学農学部 旧食糧化学工学科
- 九州大学農学部 生物資源環境学科 応用生物科学コース食品衛生課程・動物生産科学コース食品衛生課程
- 西南女学院大学保健福祉学部 栄養学科
- 九州共立大学工学部 生命物質化学科
- 近畿大学産業理工学部 生物環境化学科 食品衛生課程
- 福岡工業大学工学部 生命環境化学科 食品衛生管理者及び食品衛生監視員養成課程
- 九州産業大学工学部 物質生命化学科 食品衛生管理者等任用資格コース
- 福岡女子大学国際文理学部 食・健康学科
- 国際医療福祉大学福岡保健医療学部 医学検査学科
- 純真学園大学保健医療学部 検査科学科
- 九州栄養福祉大学食物栄養学部 食物栄養学科
- 西九州大学健康栄養学部 健康栄養学科
- 西九州大学家政学部 食物栄養学科
- 佐賀大学農学部 生命機能科学科 食品衛生コース
- 長崎県立大学看護栄養学部 栄養健康学科
- 活水女子大学健康生活学部 食生活健康学科
- 長崎国際大学健康管理学部 健康栄養学科 食品衛生管理者・食品衛生監視員養成課程
- 長崎総合科学大学総合情報学部 総合情報学科 生命環境工学コース
- 熊本県立大学環境共生学部 食健康科学科 食品衛生コース
- 東海大学農学部 バイオサイエンス学科 食品衛生コース
- 東海大学農学部 応用動物科学科 食品衛生コース
- 東海大学農学部 応用植物科学科 食品衛生コース
- 熊本保健科学大学保健科学部 医学検査学科
- 尚絅大学生活科学部 栄養科学科 食品衛生コース
- 崇城大学生物生命学部 応用微生物工学科
- 別府大学食物栄養科学部 食物栄養学科/発酵食品学科
- 宮崎大学農学部 旧食料生産科学科 食品衛生コース
- 宮崎大学農学部 旧生物環境科学科 食品衛生コース
- 宮崎大学農学部 応用生物科学科 食品衛生コース
- 宮崎大学農学部 植物生産環境科学科 食品衛生コース
- 宮崎大学農学部 海洋生物環境学科 食品衛生コース
- 宮崎大学農学部 畜産草地科学科 食品衛生コース
- 南九州大学旧園芸学部 食品工学科
- 南九州大学健康栄養学部管理栄養学科
- 南九州大学健康栄養学部食品開発科学科
- 九州保健福祉大学薬学部 動物生命薬科学科
- 鹿児島大学農学部 食料生命科学科
- 琉球大学農学部 亜熱帯生物資源科学科 食品衛生管理者及び食品衛生監視員養成プログラム